# Mitchell Duke
Mitchell Duke (ur. 18 stycznia 1991) – australijski piłkarz, reprezentant kraju. Obecnie występuje w Shimizu S-Pulse.

## Kariera klubowa
Od 2011 do 2015 roku występował w klubach Central Coast Mariners i Blacktown City. Od 2015 roku gra w zespole Shimizu S-Pulse.

## Kariera reprezentacyjna
W reprezentacji Australii zadebiutował w 2013. W sumie w reprezentacji wystąpił w 4 spotkaniach.

## Statystyki
| Reprezentacja Australii | Reprezentacja Australii | Reprezentacja Australii |
| Rok                     | Mecze                   | Gole                    |
| ----------------------- | ----------------------- | ----------------------- |
| 2013                    | 4                       | 2                       |
| Razem                   | 4                       | 2                       |